# Паскал Шумахер
Паскал Шумахер (на немски: Pascal Schumacher) е съвременен люксембургски музикант и композитор.

## Биография
Паскал Шумахер е роден на 12 март 1979 година в Люксембург. Учи класически перкусии в Консераторията в Люксембург. Продължава следването си в Strasbourg Conservatory и в джаз департамента на Royal Conservatory of Brussels. Получава магистърска степен по джаз вибрафон в Conservatory of The Hague и музикология в Marc Bloch University в Страсбург.

## Кариера
През 2002 г. създава квартета „Паскал Шумахер квартет“ с Jef Neve (пиано), Christophe Devisscher (бас) и Teun Verbruggen (барабани; заместен от Jens Düppe в 2006). Първият им албум „Change of the Moon“ излиза през март 2004 г., като предоставя на групата възможност да пътува както в цяла Европа, така и в Австралия и в Южна Африка. Вторият им албум „Personal Legend“ е издаден през 2005 г., а третият – „Silbergrau“ през 2007 г.
Със своя квартет Шумахер участва в редица джаз фестивали, включително „North Sea Jazz Festival“ (Ротердам), „London Jazz Festiva“, „Wangaratta Festival of Jazz“, „Copenhagen Jazz Festival] и JVC Jazz Festiva“ (Париж).
Паскал е бил солист в изпълнения на Zürcher Kammerorchester, WDR Rundfunkorchester Köln, la Camerata Megaron Athens, l’Orchestre Philharmonique du Luxembourg, l’Orchestre de Chambre du Luxembourg, United Instruments of Lucilin, Deutsches Kammerorchester Berlin, Neue Philharmonie Frankfurt et la Junge.
След като печели Django D’Or за млади таланти през 2005 г., Паскал Шумахер се налага категорично в позицията си на изключителен творец и композитор. Удостояван е с най-престижните отличия, между които това за Jazz Music от ECHO JAZZ за международни инструменталисти за 2012 г. и награда JTI Trier за междурегионални постижения в еврорегиона Saar-Lor-Lux (2013).
През 2015 започва да пише дългоочаквания „concerto“ за вибрафон и оркестър, поръчан от Филхармонията на Люксембург, и изпълнен под диригентството на Дънкан Уорд. Произведението е наречено „Windfall concerto“.
Също през 2015 издава своя албум „Left Tokyo Right“ (Laborie, France)
„Drops&Points“ е неговият последен проект (2017). В него Шумахер ни поднася своя опит и музикални влияния по много личен начин. Използвайки обемни ефекти, разказващи изображения, видео картографиране и осветление, той създава потапящо шоу от визуални анимации, които съпровождат живата музика в реално време.
Той смесва вибрафон, пиано, китара, струнни и електронни инструменти с джаз, класическа и електронна музика.
Преподавател е в Консерваторията в Люксембург, специалност перкусии.

## Награди
- IKB Jugend-Förderpreis (1998)
- Prix Norbert Stelmes des Jeunesses Musicales Luxembourg (1999)
- Together with the Pascal Schumacher Quartet, First Prize and Public Prize, Tremplin Jazz Avignon (2004)
- Django d'Or for New Talent, Belgian Jazz Trophy (2005)
- Pascal Schumacher has been selected for the 2009 – 2010 Rising Stars program organized by the European Concert Hall Organization (2008)
- ECHO Jazz, „Instrumentalist of the year International, special instruments, Vibraphone“, Germany (2012)
- Pascal Schumacher wins the Export Artist 2012 award by the Luxembourgish music export office Music:Lx.
- Pascal Schumacher wins the JTI Eurocore Jazz Award 2013.

## Дискография
- Change of the Moon, (Igloo, 2004)
- Personal Legend, (Igloo, 2006)
- Silbergrau, (Igloo, 2007)
- Here We Gong, (Enja, (2009)
- Face to Face, (Enja, 2010)
- Bang My Can, (Enja, 2011)
- Left Tokyo Right, (Laborie, 2015)
- Afrodiziak, (MPS/Naxos, 2016)
- The Woman One Longs For starring Marlene Dietrich, Friedrich-Wilhelm-Murnau-Foundation, Wiesbaden (1929/2012) DVD
- Double Quartet – Henning Siewerts (Pirouet, 2016)
- ÜberBach – Arash Safaian (Neue Meister, Edel, 2016)
- Drops & Points (Modulating Music 2017)
- Drops & Points Reworks (Modulating Music 2018)
- SOL (Neue Meister, Edel, 2020)
- LUNA (Neue Meister, Edel, 2022)
- CTRL-Variations (Neue Meister, Edel, 2023)

## Ваншни препратки
|  | Тази страница частично или изцяло представлява превод на страницата Pascal Schumacher в Уикипедия на английски. Оригиналният текст, както и този превод, са защитени от Лиценза „Криейтив Комънс – Признание – Споделяне на споделеното“, а за съдържание, създадено преди юни 2009 година – от Лиценза за свободна документация на ГНУ. Прегледайте историята на редакциите на оригиналната страница, както и на преводната страница, за да видите списъка на съавторите. ВАЖНО: Този шаблон се отнася единствено до авторските права върху съдържанието на статията. Добавянето му не отменя изискването да се посочват конкретни източници на твърденията, които да бъдат благонадеждни. |